# Hoher List
Der Hohe List ist ein 549,1 m ü. NN hoher Schichtvulkan nahe der Stadt Daun in der Eifel im Landkreis Vulkaneifel in Rheinland-Pfalz (Deutschland).

## Geographische Lage
Der Hohe List liegt in der Vulkaneifel, einem Teil der Eifel, im Naturpark Vulkaneifel. Er befindet sich etwa 4,5 km (Luftlinie) südlich der Stadt Daun, direkt südwestlich des am Schalkenmehrener Maar gelegenen Schalkenmehren.

## Bergbeschreibung

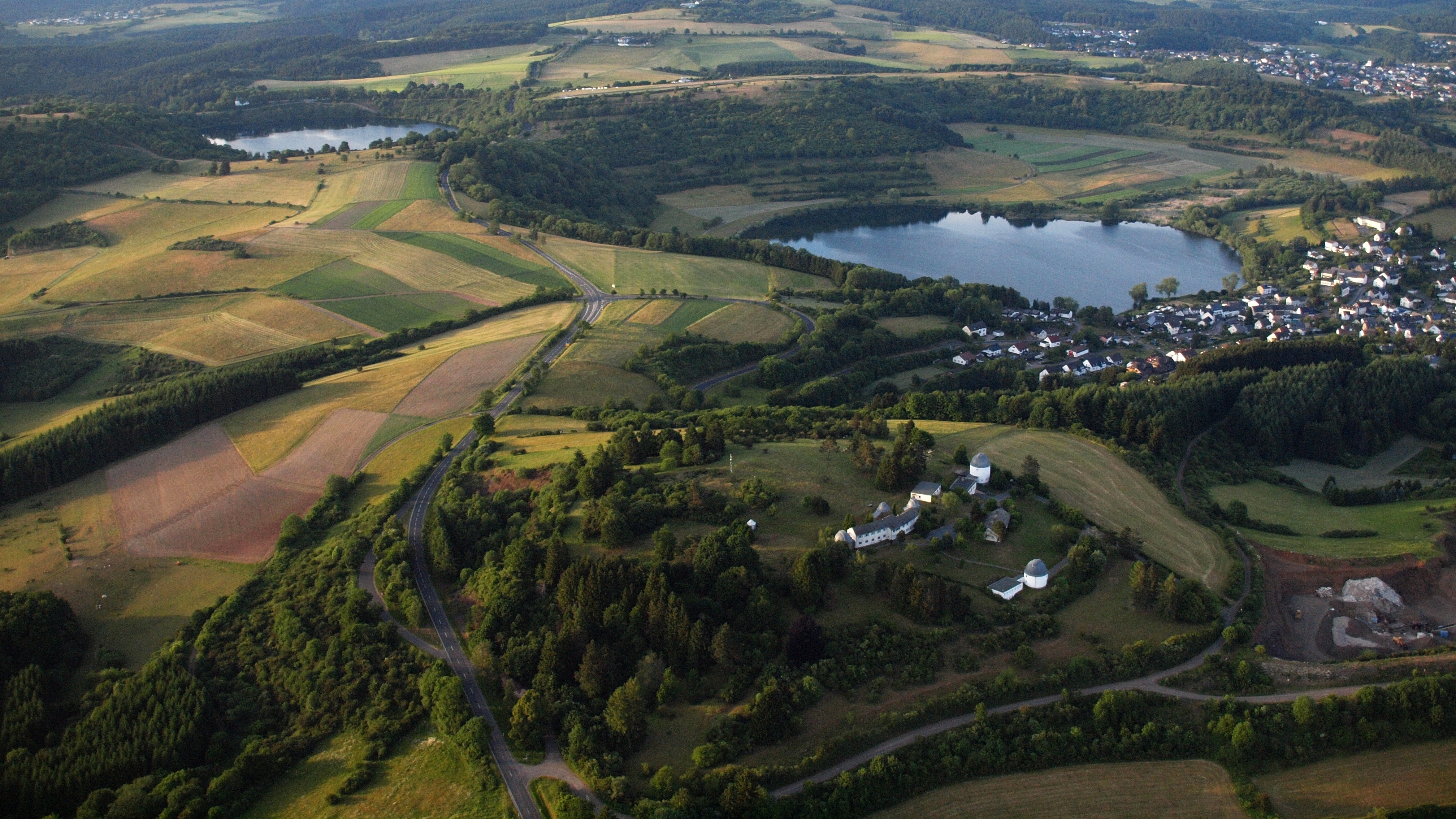
Daun, Observatorium Hoher List, Luftaufnahme (2015)

Auf dem Gipfel seiner wenig bewaldeten Kuppe steht das Observatorium Hoher List und auf seinem 540,1 m hohen, stark bewaldeten Südwestausläufer die Altburg.
Westlich vorbei an der Kuppe des Hohen Lists verläuft im Rahmen der Eifel-Ardennen-Straße der Abschnitt der Landesstraße 64, der Schalkenmehren im Norden mit Brockscheid im Süden verbindet.